# Lille, mellemste og store våben
Hvor en person har flere våbener, som f.eks. en fyrste, der både anvender slægtens og landets våben, kan disse kombineres på forskellig vis, og hvis en person har mange våbener, vil man ofte vælge kun at benytte nogle af disse. Man kan således have varianter med flere eller færre våbener kombineret:
- Lille våben: Dette våben vil typisk kun have ét felt og vise det væsentligste våbenmærke. Det lille våben ligger i sagens natur tættest på den klassiske heraldiks normer og egner sig godt til militære formål og andre steder, hvor hurtig genkendelse er af betydning.

- Mellemste våben: Dette våben vil typisk have få felter og kun det vigtigste tilbehør til skjoldet.

- Store våben: Dette våben vil typisk have alle de felter, ejeren kan gøre krav på, og desuden ofte ledsaget af "pragtstykker", dvs. skjoldholdere, motto, ledsagende faner eller lign. Til eksempel anvender Københavns Kommune kun sit historiske byvåben til ceremonielle formål, mens et stærkt simplificeret logo anvendes til daglig brug.

- Kongeriget Danmarks rigsvåben
- De danske kongers lille våben (også kaldet nationalvåbenet)
- De danske konger mellemste våben (bruges sjældent)
- De danske kongers store våben (også kaldet kongevåbenet)
- De svenske kongers store våben
- De svenske kongers lille våben
- Den preussiske konges store våben ca. 1900
- Preussens lille våben
- Københavns Kommunes store byvåben.
- Københavns Kommunes lille byvåben